# Clonard
Clonard (irisch Cluain  Ioraird, wörtlich übersetzt: Erards Weide), heute eine kleine Ortschaft im County Meath mit 364 Einwohnern (2022) an der früheren N4 von Dublin nach Sligo, war einst eines der bedeutendsten monastischen Zentren Irlands und bis 1202 Bischofssitz.

## Historische Lage von Clonard
Das Territorium von Clonard liegt nördlich des Oberlaufs des Boyne und gehört zu dem guten Weide- und Ackerland von Meath, das einst der Dynastie der Laigin gehörte, deren Einflussgebiet sich vom Südwesten Irlands (dem heutigen Leinster) bis nach Wales erstreckte. Ende des 5. Jahrhunderts begann jedoch eine schrittweise Eroberung von Meath durch die Uí Néill aus Connacht. Dieser Feldzug fand einen ersten Abschluss mit dem Sieg in der Schlacht von 516.
Das Land von Clonard lag an einem wichtigen Verbindungsweg in Ost-West-Richtung, der nach den Eroberungszügen die Königreiche der Laigin von denen der Uí Néill trennte. Durch die zentrale Lage innerhalb Irlands war es auch nicht weit entfernt von Mumu, dem Königreich im Südwesten Irlands, das in etwa dem heutigen Munster entspricht. Auch Armagh war über eine nahe Abzweigung gut erreichbar.
Klostergründungen an Grenzen und an wichtigen Verkehrswegen waren in Irland nicht ungewöhnlich. Sie boten den vielfach genutzten Vorteil, dass sie als Treffpunkt für Verhandlungen und Friedensbemühungen dienen konnten. Auch wurden sie zu leicht erreichbaren Zielen von Pilgerreisen.

## Gründung durch St. Finnian
Die Gründung von Clonard geht auf Finnio moccu Telduib zurück, der später als St. Finnian zu einem der bedeutendsten Heiligen der Iroschottischen Kirche werden sollte. Finnian wuchs im Gebiet des heutigen County Carlow auf und fand mit Foirtchernn von Trim seinen ersten Lehrer, der ihn in die Lehren des Heiligen Patrick und die bislang entwickelten monastischen Traditionen Irlands einführte. Danach zog Finnian nach Wales, wo er bei Cadoc von Llangarvan und Gildas sein Studium vertiefte.
Ob Finnian, wie Ryan vermutet, bereits vor seinem Gang nach Wales Clonard gründete oder dies erst nach seiner Rückkehr 520 geschah, bleibt unklar. Wesentlich ist jedoch, dass Finnian aus Wales das intensive Studium der heiligen Schrift und anderer Texte als wesentlichen Bestandteil der Pflichten im monastischen Lebens in Clonard einführte, während andere Klöster in Irland den Schwerpunkt auf die asketische Tradition legten.
Frühchristliche Klöster in Irland bildeten nicht notwendigerweise nur ihre eigenen Mönche aus. Es ist sogar denkbar, dass die Gegenleistung für die Landgabe in der Einrichtung einer Schule bestand. Sie traten dann in Konkurrenz zu den etablierten Schulen der Poeten. Die ideale Lage von Clonard, das aus Wales übernommene Studium der Schriften und das außergewöhnliche Talent Finnians als Lehrer führten zu einer Anziehungskraft der neuen klösterlichen Schule, die bis dahin in Irland ohne Beispiel war. Die Quellen berichten hier von nicht weniger als dreitausend Schülern.
Einige der wichtigsten Schüler von Finnian werden in mehreren hagiographischen Schriften sogar zu den „zwölf Aposteln Irlands“ verklärt. Allerdings ist nicht bei allen genannten Namen sichergestellt, dass es sich tatsächlich um Schüler von Finnian handelte. Generell ist auch zu bedenken, dass es wie bei Finnian in der damaligen Zeit nicht ungewöhnlich war, dass Mönche zu anderen Klöstern weiterzogen und so mehr als nur einen Lehrer hatten. So war beispielsweise St. Ciarán nicht nur Schüler von Finnian, sondern hatte später auch Enda von Aran als Lehrer, bevor er im Jahr 543 Clonmacnoise gründete. Ein weiterer wichtiger Schüler war St. Columban, der später im Jahr 563 das berühmte Kloster Iona auf der zu Schottland gehörenden Insel Iona gründen sollte. Auch Brendán der Seefahrer war in
Clonard, bevor er 559 das Kloster von Clonfert gründete. Ferner sind die Gründerväter Brendán von Birr, Colmán von Tír-dá-glas (Terryglass), Molaisse von Devenish, Cainnech von Aghaboe, Ruadán von Lorrha, Mobí von Glas Noiden, Senell von Cleenish und Nennid von Inishmacsaint zu nennen.
Der Ruf von Clonard blieb nach dem Tode von Finnian im Jahr 550 weiter bestehen. Die Ausbildung übernahmen hauptamtliche Lehrer, von denen nicht wenige soviel Bedeutung erlangten, dass ihre Namen in den zeitgenössischen Chroniken festgehalten wurden.

## Wikingerzeit
Trotz der nahen Lage zum schiffbaren Fluss Boyne blieb Clonard lange von Überfällen verschont. Erst 841, kurz nachdem die Wikinger in Dublin sesshaft geworden sind, wurde Clonard Opfer eines auch Clonenagh und Killeigh betreffenden Raubzuges, der zur weitgehenden Zerstörung führte. Zwar wurde danach 864 das Kloster Zeuge, wie der König Conchobor Mac Donnchad unmittelbar beim Kloster im Fluss Kilwarden von den Wikingern ertränkt worden ist, dennoch blieb weitgehend Zeit zur Erholung und zum Wiederaufbau. Die Chroniken berichten von weiteren Überfällen durch die Wikinger erst in den Jahren 891 und 939.

## Die Rolle Clonards bei der Reformierung im 12. Jahrhundert
Einer der wichtigsten Initiativgeber der Reformbewegung war der Bischof von Meath Maol Muire Ua Dunáin, der sehr wahrscheinlich Mönch von Clonard gewesen ist. Er gehörte zu den Mitunterzeichnern der Petition an Anselm von Canterbury, Mael Iosa Ua h-Ainmire zum Bischof von Waterford zu weihen, und übernahm als päpstlicher Legat eine führende Rolle in den folgenden Synoden von 1101 in Cashel und 1111 Rathbreasail. In letzterer wurde Clonard Sitz des Bistums von West-Meath, während der Sitz des Bistums von Ost-Meath an Duleek fiel. Dieser Beschluss wurde allerdings noch im gleichen Jahr auf der lokalen Synode von Uisnech revidiert, bei der der Sitz für West-Meath an Clonmacnoise fiel und der Sitz von Ost-Meath an Clonard. Da Clonard an der Grenze der beiden Diözesen lag, war so eine Änderung leicht möglich.
Im Rahmen der Reformbewegung übernahmen sehr viele frühchristliche Klöster die Regel der Augustiner. Dies entsprach der im 11. Jahrhundert begonnenen Initiative Roms, den Priestern im Umfeld einer wichtigen Kirche oder eines Bistums die Möglichkeit einer geregelten klösterlichen Gemeinschaft anzubieten. Anders als der Kontinent hatte Irland hier
bereits eine jahrhundertelange Tradition, Bistümer durch Klöster zu unterstützen. Entsprechend führte dies in Irland zu vergleichsweise wenigen Neugründungen. Stattdessen übernahmen zahlreiche bestehende Klöster einfach die Augustiner-Regel. Mit Unterstützung von Murchad O’Melaghlin, dem damaligen König von Meath, wurde 1144 das der Heiligen Maria geweihte Chorfrauenstift gegründet, das zusammen mit den umfangreichen Besitztümern 1195 durch Coelestin III. bestätigt wurde. Etwa zeitgleich, auf Initiative von Malachias hin, wurde das Kloster von Clonard in ein dem Heiligen Petrus gewidmetes Augustiner-Chorherrenstift konvertiert.

## Clonard nach der anglo-normannischen Invasion
Nach der Invasion der Normannen im Jahr 1169 kam es noch vor 1171 durch Diarmaid Mac Murchadha zu einem Raubzug in Clonard. Zu dieser Zeit war Etru Ua Miadhachain Bischof von Clonard. Nach seinem Tode im Jahr 1173 kam mit Echtigern Mac Maoil Chiaráin noch ein weiterer irischer Nachfolger zum Zuge, der ebenfalls Bischof von Clonard blieb, bis er 1191 starb. Während der Amtszeit von Echtigern kam es zwischen 1183 und 1186 durch Hugh de Lacy zu der Gründung eines dem Hl. Johannes gewidmeten zweiten Augustiner-Chorherrenstifts in Clonard, in das wahrscheinlich zu Beginn Mönche aus dem St-Thomas-Chorherrenstift in Dublin kamen.
Im Jahr 1192 wurde jedoch mit Simon Rochfort ein Normanne als Nachfolger durchgesetzt, der einer der neuen einflussreichen Familien in Meath angehörte. Begleitend dazu fand eine vermehrte Ansiedlung von Normannen im Umfeld von Clonard statt. Der Konflikt zwischen Iren und Normannen spitzte sich zu, als in Clonard im Jahr 1200 Mathghamhain O’Ciardha von den normannischen Siedlern umgebracht wurde und im Gegenzug sein Vater Fitzpatrick O’Ciardha Clonard in Brand setzte und plünderte, um, wie es die Annalen ausdrücklich betonen, die Normannen zu treffen.
Dies nahm Simon Rochfort im Jahr 1202 mit dem offenbar anzunehmenden Einverständnis des päpstlichen Legaten Kardinal John von Salerno zum Anlass, den Sitz des Bischofs von Clonard nach Trim zu verlegen. Hierdurch wurde ermöglicht, die Sicherheit von Trim Castle, der von Hugh de Lacy und seinem Sohn Walter angelegten Hauptfestung in Irland, in Anspruch nehmen zu können. Neben Clonard verloren mit Kells und Glendalough auch zwei weitere bedeutsame klösterliche Zentren Irlands ihren Bischofssitz im Zuge der Umorganisationen nach der Invasion.
Offenbar hätte Simon Rochfort auch das St.-Johannes-Chorherrenstift gerne mit nach Trim verlegt. Jedenfalls ist ein Schreiben des Prior Topul überliefert, in welchem er um den Verbleib des Stifts in Clonard bittet. Dem wurde offenbar entsprochen, wenngleich wohl dennoch die Mehrzahl der anglo-normannischen Mönche nach Trim wechselte und es dadurch zu einer Zusammenlegung der beiden Chorherrenstifte in Clonard kam.
Das nun den beiden Heiligen Johannes und Petrus gewidmete Chorherrenstift blieb danach bis in das 14. Jahrhundert weitgehend irisch dominiert. Jedoch hatte es nicht mehr die alte Bedeutung, und das Kloster geriet wohl bald in finanzielle Schwierigkeiten. So wird es bereits im Jahr 1260 als armes unbedeutendes Haus bezeichnet. Im Jahr 1270 werden die Einnahmen als zu gering für den Selbsterhalt angesehen, und 1302 ist das Einkommen zu gering, um davon eine Steuer einziehen zu können.
Mit den Äbten Edmund im Jahr 1315 und Thomas Piers 1362 finden sich im 14. Jahrhundert vermehrt wieder normannische Namen. Dessen ungeachtet verbesserte sich offenbar nicht die wirtschaftliche Grundlage von Clonard, da von 1459 ein weiterer Bericht über den armseligen Zustand überliefert ist. Zwischenzeitlich war das Stift offenbar sogar verwaist, so dass 1483 ein Franziskaner Abt werden sollte. Der letzte Abt zum Zeitpunkt der Auflösung der Klöster war Gerald Walshe, der am 17. Mai 1540 verstarb.

## Die Reformation in Clonard
Am 25. November 1540 wurden die Vermögenswerte begutachtet. Die Gutachter berichten von einer Kirche, einem Friedhof, einem Glockenturm und einem Saal im renovierungsbedürftigen Zustand auf einem Grundstück von etwa anderthalb Acre. Zum weiteren Besitz gehörten 272 Acres, ein Pfarrhaus und zwei Pfarrämter, die nur auf 12 Pfund und 12 Schillinge geschätzt wurden. Dabei wurde ein nicht unwesentlicher Abschlag einberechnet, weil wegen der andauernden Rebellion der Iren ein großer Teil des Landes brach lag.

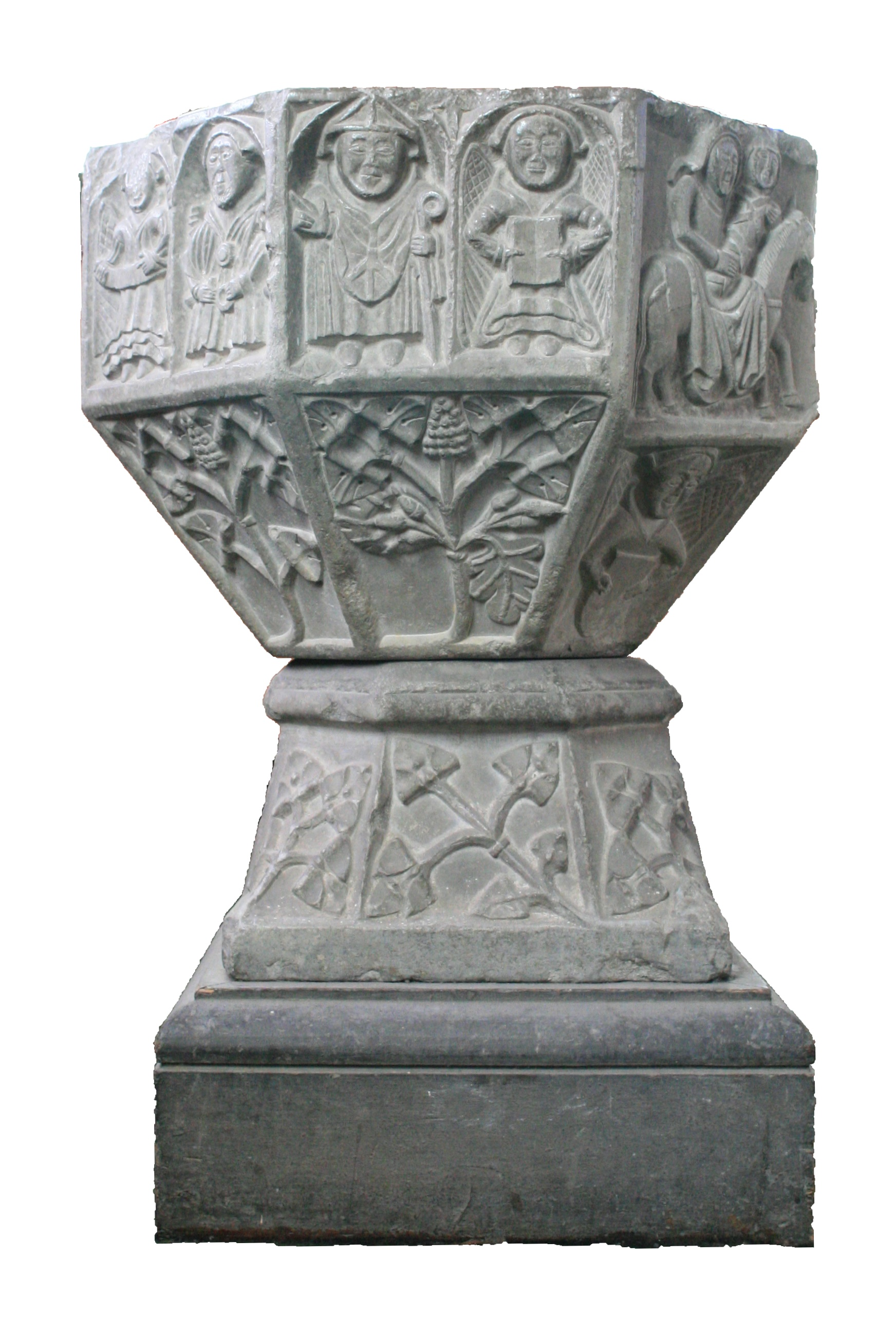
Taufstein von Clonard, der an die Geschichte der Klöster erinnert

Clonard wurde danach zusammen mit Ballyboggan Sir William Bermingham als Lehen gegeben, als er am 17. Juni 1541 zum Baron von Carbrie wurde. 1551 fiel das Lehen jedoch an Lordkanzler Sir Thomas Cusack. Sein Sohn John Cusack, der Steinmetz war, ist vermutlich der Künstler des aufwändig gestalteten Taufstein von Clonard, der heute in der katholischen Gemeindekirche von Clonard steht.

## Sekundärliteratur
- Sir James Ware: De Hibernia & antiquitatibus ejus disquisitiones, London, 1654, Kapitel XXVI, Seite 165.
- John Ryan: Irish Monasticism 1931, Talbot, Dublin.
- J.A. Watt: The Church and the Two Nations in Medieval Ireland 1970, Cambridge University Press. ISBN 0-521-07738-9
- Aubrey Gwynn und R. Neville Hadcock: Medieval Religious Houses Ireland 1970, Longman, London. ISBN 0-582-11229-X.
- Aubrey Gwynn: The Irish Church in the Eleventh and Twelfth Centuries 1992. ISBN 1-85182-095-7
- Geraldine Carville: BIRR the Monastic City 1997, Kestrel Books, Bray. ISBN 1-900505-20-7
- Kathleen Hughes und Ann Hamlin: The Modern Traveller to the Early Irish Church, 1997, Four Courts Press, Dublin. ISBN 1-85182-194-5
- Daniel P. Mc Carthy: The Chronology of the Irish Annals, 1998, Proceedings of the Royal Irish Academy, Band 98C, Seiten 203–255.
- Ekkart Sauser: FINNIAN (Vennianus, Vinniaus) von Clonard. In: Biographisch-Bibliographisches Kirchenlexikon (BBKL). Band 21, Bautz, Nordhausen 2003, ISBN 3-88309-110-3, Sp. 401 (Artikel/Artikelanfang im Internet-Archive).